# Herings Zwergminierfalter

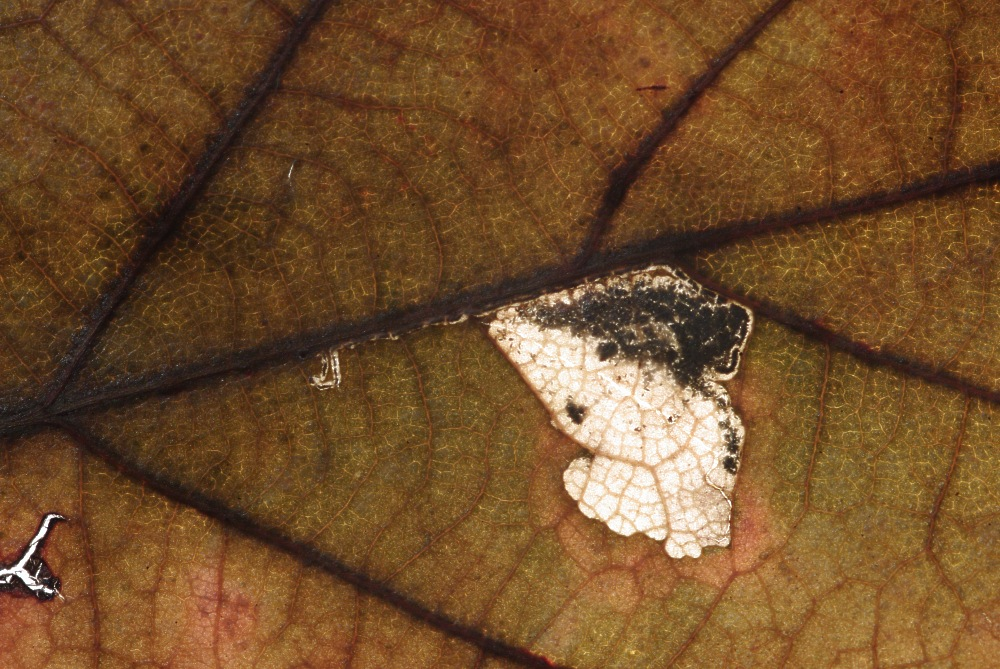
Blattmine

Herings Zwergminierfalter (Ectoedemia heringi) ist ein Schmetterling aus der Familie der Zwergminiermotten (Nepticulidae).

## Merkmale
Die Falter zählen zu den Kleinschmetterlingen und erreichen eine Flügelspannweite von etwa 6 mm. Ihre Vorderflügel sind überwiegend schwarz gefärbt und weisen an der Basis einen größeren weißen Bereich auf. Auf knapp halber Länge befindet sich am Flügelvorderrand ein weißer Fleck. Etwas weiter von der Flügelbasis entfernt befindet sich ein weiterer weißer Fleck am Flügelinnenrand. Die Hinterflügel sind hell-beige gefärbt. Die Schuppen am Vorderkopf sind orange-hellbraun gefärbt. Es gibt mehrere verwandte Arten, deren Falter ähnlich aussehen, insbesondere die Art Ectoedemia subbimaculella.

## Verbreitung
Herings Zwergminierfalter ist in Mittel- und Südeuropa weit verbreitet. Das Vorkommen reicht von der Iberischen Halbinsel bis nach Westrussland, Griechenland und Kreta. Im Süden und Südosten Englands sowie in Teilen von Wales ist die Art ebenfalls vertreten. Dagegen fehlt sie in Dänemark und in Fennoskandinavien.

## Lebensweise
Die Art nutzt als Wirtspflanzen die Edelkastanie (Castanea sativa) sowie verschiedene Eichenarten, darunter die Portugiesische Eiche (Quercus faginea), Quercus ithaburensis subsp. macrolepis, die Traubeneiche (Quercus petraea), die Flaumeiche (Quercus pubescens) und die Stieleiche (Quercus robur). Die Eier werden auf der Blattoberseite der Wirtspflanzen nahe einer Blattader abgelegt. Die Raupen minieren in der Zeit von Ende September bis November in den noch grünen Teilen der vergilbenden und teils schon auf den Boden gefallenen Blättern. Die Mine beginnt als schmaler Korridor entlang einer Blattader, gewöhnlich entlang der Mittelrippe oder einer Längsader, und verbreitert sich abrupt zu einer breitflächigen Mine. Die Raupen verlassen schließlich die Blattmine und spinnen sich am Boden ein Kokon, in dem sie sich verpuppen. Die Flugzeit der Falter dauert von Mai bis Juli.

## Taxonomie
Die Art wurde von Sergiusz Toll im Jahr 1934 als Nepticula heringi erstbeschrieben. Er ehrte damit den deutschen Entomologen Erich Martin Hering. 
In der Literatur finden sich folgende Synonyme:
- Nepticula sativella Klimesch, 1936
- Nepticula zimmermanni Hering, 1942
- Nepticula quercifoliae Toll, 1943